# Assteas

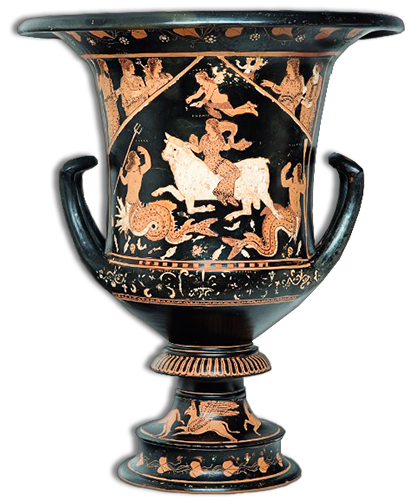
Il ratto di Europa, cratere realizzato da Assteas nel IV secolo a.C.

Assteas (fl. 360 a.C. / 330 a.C.) è stato un ceramografo greco antico attivo a Paestum.

## Attività
Fu uno tra i più attivi pittori vascolari a figure rosse della Magna Grecia, e gestì un grande laboratorio in cui si producevano hydriai e crateri. Dipinse prevalentemente scene mitologiche e teatrali. Rappresenta uno dei pochi ceramografi delle colonie greche il cui nome è giunto fino a noi.
La sua opera più famosa è il cratere che porta il suo nome, che riproduce il ratto di Europa: il vaso, inizialmente trafugato da un operaio edile nel territorio di Sant'Agata de' Goti (BN), venne esposto presso il Getty Museum dal 1981 al 2005. Al termine dello stesso anno tornò in Italia, a seguito di lunghe e complesse indagini del Comando carabinieri per la tutela del patrimonio culturale.
Oggi il cratere è esposto presso il museo archeologico nazionale del Sannio Caudino a Montesarchio (BN).
Nel 2019 il giornalista e archeologo Michele Porcaro ha dedicato al ceramista pestano e al celebre Cratere del Ratto di Europa il documentario "ASSTEAS - Storia del vaso più bello del mondo", al quale ha collaborato anche il noto critico d'arte Vittorio Sgarbi.